# Angarns församling
Angarns församling var en församling i Svenska kyrkan i Stockholms stift och i Vallentuna kommun. Församlingen uppgick 2006 i Össeby församling.

## Administrativ historik
Församlingen har medeltida ursprung.
Församlingen var till 1 maj 1923 annexförsamling i pastoratet Vada Angarn för att därefter till 2006 vara annexförsamling i pastoratet Össeby-Garn, Vada och Angarn som 1962 utökades med Kårsta församling. Församlingen uppgick 2006 i Össeby församling.

## Kyrkobyggnader
- Angarns kyrka